# ФК Бенфика
ФК Бенфика (порт. Sport Lisboa e Benfica) португалски је професионални фудбалски клуб из Лисабона. Такмичи се у Првој лиги Португалије. Основан је 28. фебруара 1904, а домаће утакмице игра на Стадиону светлости (Estádio da Luz), капацитета 64.642 места.
На вечној листи свих португалских клубова Бенфика се по укупном броју трофеја (87) налази на првом месту испред Порта (86) и градског ривала Спортинга (57). Рангиран је као дванаести у листи ФИФА најбољих клубова 20. века.

## Највећи успеси

### Домаћа такмичења
- Прва лига Португалије (Primeira Divisão, Primeira Liga, Campeonato Nacional)
  - Првак (38–рекорд) : 1935/36, 1936/37, 1937/38, 1941/42, 1942/43, 1944/45, 1949/50, 1954/55, 1956/57, 1959/60, 1960/61, 1962/63, 1963/64, 1964/65, 1966/67, 1967/68, 1968/69, 1970/71, 1971/72, 1972/73, 1974/75, 1975/76, 1976/77, 1980/81, 1982/83, 1983/84, 1986/87, 1988/89, 1990/91, 1993/94, 2004/05, 2009/10, 2013/14, 2014/15, 2015/16, 2016/17, 2018/19, 2022/23.
  - Вицепрвак (31) : 1943/44, 1945/46, 1946/47, 1947/48, 1948/49, 1951/52, 1952/53, 1955/56, 1958/59, 1965/66, 1969/70, 1973/74, 1977/78, 1978/79, 1981/82, 1985/86, 1987/88, 1989/90, 1991/92, 1992/93, 1995/96, 1997/98, 2002/03, 2003/04, 2010/11, 2011/12, 2012/13, 2017/18, 2019/20, 2023/24, 2024/25.
- Првенство Португалије[2] (Campeonato de Portugal)
  - Првак (3) : 1929/30, 1930/31, 1934/35.
  - Вицепрвак (1) : 1937/38.
- Куп Португалије (Taça de Portugal)
  - Првак (26–рекорд) : 1939/40, 1942/43, 1943/44, 1948/49, 1950/51, 1951/52, 1952/53, 1954/55, 1956/57, 1958/59, 1961/62, 1963/64, 1968/69, 1969/70, 1971/72, 1979/80, 1980/81, 1982/83, 1984/85, 1985/86, 1986/87, 1992/93, 1995/96, 2003/04, 2013/14, 2016/17.
  - Финалиста (13) : 1938/39, 1957/58, 1964/65, 1970/71, 1973/74, 1974/75, 1988/89, 1996/97, 2004/05, 2012/13, 2019/20, 2020/21, 2024/25.
- Лига куп Португалије (Taça da Liga)
  - Победник (8–рекорд) : 2008/09, 2009/10, 2010/11, 2011/12, 2013/14, 2014/15, 2015/16, 2024/25.
  - Финалиста (1) : 2021/22.
- Куп империје (Taça Império – претеча суперкупа)
  - Победник (1) : 1964. (Taça de Ouro da Imprensa)
  - Финалиста (1) : 1944.
- Суперкуп Португалије (Supertaça Cândido de Oliveira) 
  - Победник (10) : 1980, 1985, 1989, 2005, 2014, 2016, 2017, 2019, 2023, 2025.
  - Финалиста (13) : 1981, 1983, 1984, 1986, 1987, 1991, 1993, 1994, 1996, 2004, 2010, 2015, 2020.
- Куп Рибеиро дос Реис (Taça Ribeiro dos Reis)
  - Победник (3) : 1963/64, 1965/66, 1970/71.

### Регионална такмичења
- Првенство округа Лисабон (Campeonato de Lisboa)
  - Првак (10) : 1909/10, 1911/12, 1912/13, 1913/14, 1915/16, 1916/17, 1917/18, 1919/20, 1932/33, 1939/40.
  - Финалиста (20) : 1906/07, 1908/09, 1910/11, 1914/15, 1918/19, 1921/22, 1922/23, 1927/28, 1928/29, 1929/30, 1934/35, 1935/36, 1936/37, 1937/38, 1940/41, 1941/42, 1942/43, 1943/44, 1944/45, 1946/47.
- Куп части округа Лисабон (Taça de Honra de Lisboa)
  - Победник (18–рекорд) : 1919/20, 1921/22, 1962/63, 1964/65, 1966/67, 1967/68, 1968/69, 1971/72, 1972/73, 1973/74, 1974/75, 1977/78, 1978/79, 1979/80, 1981/82, 1983/84, 1985/86, 1987/88.
  - Финалиста (11) : 1914/15, 1915/16, 1916/17, 1961/62, 1963/64, 1965/66, 1969/70, 1984/85, 1990/91, 1991/92, 2014/15.
- Иберијски куп[3] (Taça Ibérica)
  - Победник (1) : 1983.

### Међународна такмичења
- Куп европских шампиона
  - Победник (2) : 1960/61, 1961/62.
  - Финалиста (5) : 1962/63, 1964/65, 1967/68, 1987/88, 1989/90.
- Куп УЕФА / Лига Европе
  - Финалиста (3) : 1982/83, 2012/13, 2013/14.
- Интерконтинентални куп
  - Финалиста (2) : 1961, 1962.
- Латински куп
  - Победник (1) : 1950.
  - Финалиста (1) : 1957.
- Међународни куп шампиона[4]
  - Освајач (1) : 2019.

## Тренутни састав
4. септембар 2024.
| Бр. |             | Позиција | Играч                                  |
| --- | ----------- | -------- | -------------------------------------- |
| 1   | Украјина    | Г        | Анатолиј Трубин                        |
| 3   | Шпанија     | О        | Алваро Карерас                         |
| 4   | Португалија | О        | Антонио Силва (заменик капитена)       |
| 6   | Данска      | О        | Александар Бах                         |
| 7   | Швајцарска  | Н        | Зеки Амдуни (на позајмици из Бернлија) |
| 8   | Норвешка    | С        | Фредрик Аурснес                        |
| 9   | Бразил      | Н        | Артур Кабрал                           |
| 10  | Турска      | С        | Оркун Кокчу                            |
| 11  | Аргентина   | Н        | Анхел ди Марија                        |
| 14  | Грчка       | Н        | Вангелис Павлидис                      |
| 17  | Турска      | Н        | Керем Актуркоглу                       |
| 18  | Луксембург  | С        | Леандро Бареиро                        |
| 21  | Норвешка    | Н        | Андреас Шјелдеруп                      |
| 24  | Португалија | Г        | Самуел Соареш                          |

| Бр. |              | Позиција | Играч                                            |
| --- | ------------ | -------- | ------------------------------------------------ |
| 25  | Аргентина    | Н        | Ђанлука Престијани                               |
| 28  | Буркина Фасо | О        | Иса Каборе (на позајмици из Манчестер ситија)    |
| 30  | Аргентина    | О        | Николас Отаменди (капитен)                       |
| 32  | Аргентина    | Н        | Бенхамин Ролхајзер                               |
| 37  | Њемачка      | О        | Јан-Никлас Бесте                                 |
| 44  | Португалија  | О        | Томаш Араужо                                     |
| 47  | Португалија  | С        | Тијаго Говеја                                    |
| 61  | Португалија  | С        | Флорентино Луиш                                  |
| 75  | Португалија  | Г        | Андре Гомеш                                      |
| 81  | Албанија     | О        | Адриан Бајрами                                   |
| 84  | Португалија  | С        | Жоао Рего                                        |
| 85  | Португалија  | С        | Ренато Саншес (на позајмици из Пари Сен Жермена) |

### Играчи под уговором
| Бр. |           | Позиција | Играч         |
| --- | --------- | -------- | ------------- |
| —   | Француска | С        | Суалихо Меите |

### Играчи на позајмици
| Бр. |             | Позиција | Играч                     |
| --- | ----------- | -------- | ------------------------- |
| —   | Чешка       | О        | Давид Јурасек (Хофенхајм) |
| —   | Португалија | С        | Мартим Нето (Рио Аве)     |

| Бр. |             | Позиција | Играч                    |
| --- | ----------- | -------- | ------------------------ |
| —   | Португалија | С        | Жоао Марио (Бешикташ)    |
| —   | Данска      | Н        | Каспер Тенгстед (Верона) |

## Сва финала међународних купова за Бенфику
Куп европских шампиона
| 1960/61. | Бенфика            | 3–2       | Барселона   |
| 1961/62. | Бенфика            | 5–3       | Реал Мадрид |
| 1962/63. | Милан              | 2–1       | Бенфика     |
| 1964/65. | Интер              | 1–0       | Бенфика     |
| 1967/68. | Манчестер јунајтед | 4–1       | Бенфика     |
| 1987/88. | ПСВ Ајндховен      | 0–0 (6–5) | Бенфика     |
| 1989/90. | Милан              | 1–0       | Бенфика     |

Куп УЕФА / Лига Европе
| 1982/83. | Андерлехт | 1–0, 1–1  | Бенфика |
| 2012/13. | Челси     | 2–1       | Бенфика |
| 2013/14. | Севиља    | 0–0 (4–2) | Бенфика |

Латински куп
| 1950. | Бенфика     | 3–3, 2–1 | Бордо   |
| 1957. | Реал Мадрид | 1–0      | Бенфика |

Интерконтинентални куп
| 1961. | Бенфика | 1–0, 0–5, 1–2 | Пењарол |
| 1962. | Сантос  | 3–2 5–2       | Бенфика |